# Проблема туземцев
«Проблема туземцев» — сатирический рассказ известного фантаста Роберта Шекли. Написан в 1956 году. Впервые опубликован в декабре 1956 года в журнале «Galaxy Science Fiction». В 1960 году вышел в авторском сборнике «Идеи: Без ограничений». Рассказ перерабатывался для включения в сборник 1984 года «Так люди ЭТИМ занимаются?» и номинировался на премию «Locus» в 1985 году.
В произведении сатирически и юмористически обыгрывается поведение европейских властей и колонистов по отношению к аборигенам колоний.

## Сюжет
В далеком будущем человек, любящий одиночество, вызывает удивление. Эдвард Дантон больше не может жить в земном обществе («от воздействия световой рекламы на сетчатку глаза у Дантона начал развиваться астигматизм, а от звуковой — постоянно звенело в ушах») и улетает на самый край Галактики, где на планете тропического рая основывает колонию для одного себя. Чтобы не думать о девушках, он сублимирует сексуальное вожделение огородничеством, сочинением музыки, высеканием двух исполинских статуй, но это не помогает.
Через какое-то время на его остров приземляется устаревший звездолёт, вылетевший с Земли 120 лет назад. Потомки землян не могут поверить, что встретили не множество племен агрессивных туземцев-дикарей, как на других планетах, с которых были вынуждены убраться, а одного Дантона. Они считают Дантона вождём местных туземцев и объясняют англоязычие «дикаря Данты» тем, будто он научился английскому языку от предполагаемого ими залётного торговца. Эдварду очень приглянулась дочь капитана. Ночью, после драки Дантона с бывшим женихом Аниты команда корабля в панике начинает палить в джунглях, раня друг друга, а утром хвалясь, что «на одного нашего приходилось не меньше десятка» дикарей. Со слов возлюбленной Дантона, совет старейшин решил предоставить «туземцам» резервацию:

Мы отводим вам резервацию площадью в тысячу акров. Правда ведь, не поскупились? Наши уже вколачивают межевые столбы. «…» Ты предупреди своих соплеменников, Данта, чтобы не нарушали границу. В них будут сразу же стрелять. Прощай и помни, что тропа мира лучше, чем тропа войны.

Единственной возможностью-уловкой в том числе для брака Эдварда и Аниты стал высказанный Эдвардом ультиматум якобы «всех племён» острова: либо объявление туземцами войны (тогда колонистам «пришлось» бы улететь и с этой планеты), либо мирное сосуществование, равноправие рас и национальностей и отсутствие расизма и джимкроуизма, договор о чём скрепить браком «местного вождя» Данты и дочери капитана пришельцев-землян — Аниты.
В дальнейшей благополучной жизни пришельцы-земляне не могут понять, как и почему исчезли все местные туземцы, кроме Данты.